# Gott (Theaterstück)
Gott ist ein Theaterstück von Woody Allen. Das Stück ist eine Persiflage auf das Theater an sich und seine Theatermittel.

## Handlung
Das Stück spielt in der Antike. In der Komödie „Gott“ treffen sich der Autor „Hepatitis“ und der Schauspieler „Diabetes“, um ein Stück zu schreiben, das beim Athener Dramatiker-Festival aufgeführt werden soll. Allerdings fällt dem Autor kein guter Schluss ein. Es tauchen während des Produktionsprozesses diverse Helfer auf, die den beiden helfen wollen. Zum Beispiel erscheint ein Erfinder, der einen deus ex machina vorstellt. Dieser soll dann eingesetzt werden, wenn sich das Stück bei der Aufführung  dem Ende zuneigt, damit der Held aus seiner Misere (Es gibt kein Ende für das Stück) befreit wird. 
Das von dem Autor schlussendlich verfasste Stück handelt von einem Sklaven, der eine Nachricht zur Königin bringen soll. Diese Nachricht enthält eine Antwort auf die Frage, ob es einen Gott gibt. Die Botschaft lautet "ja". 
Als Gott (Zeus) sich dann mit dem deus ex machina zur Erde begibt, erhängt er sich (infolge eines Unfalls).

## Zitate
- Über Gott: „Wenn es einen gibt, dann ist der Mensch nicht allein verantwortlich für seine Taten.“
- „Wer ein gutes Stück schreiben will, sollte sich einen starken Schluss suchen und dann nach vorn schreiben.“
- „Ich komme gerade von einer Diskussion mit Sokrates auf der Akropolis, und er hat mir bewiesen, dass ich nicht existiere. Also bin ich ziemlich geknickt.“

## Wichtige Inszenierungen
Eine wichtige Inszenierung ist im Theater an der Ruhr unter Roberto Ciulli zu sehen.